# Tratado bilateral
Tratado bilateral é um acordo entre dois Estados, visando à reciprocidade entre ambas as partes. Tratado é o termo usado para designar acordos internacionais entre países, tais recebem este nome, devido a um grande fato político em sua firmação .
A palavra tratado  é de origem latina -‘’tractatus’’- do qual significa acordo entre Estados. A palavra bilateral traz como referência aquilo que se relaciona a dois.

## Exemplos

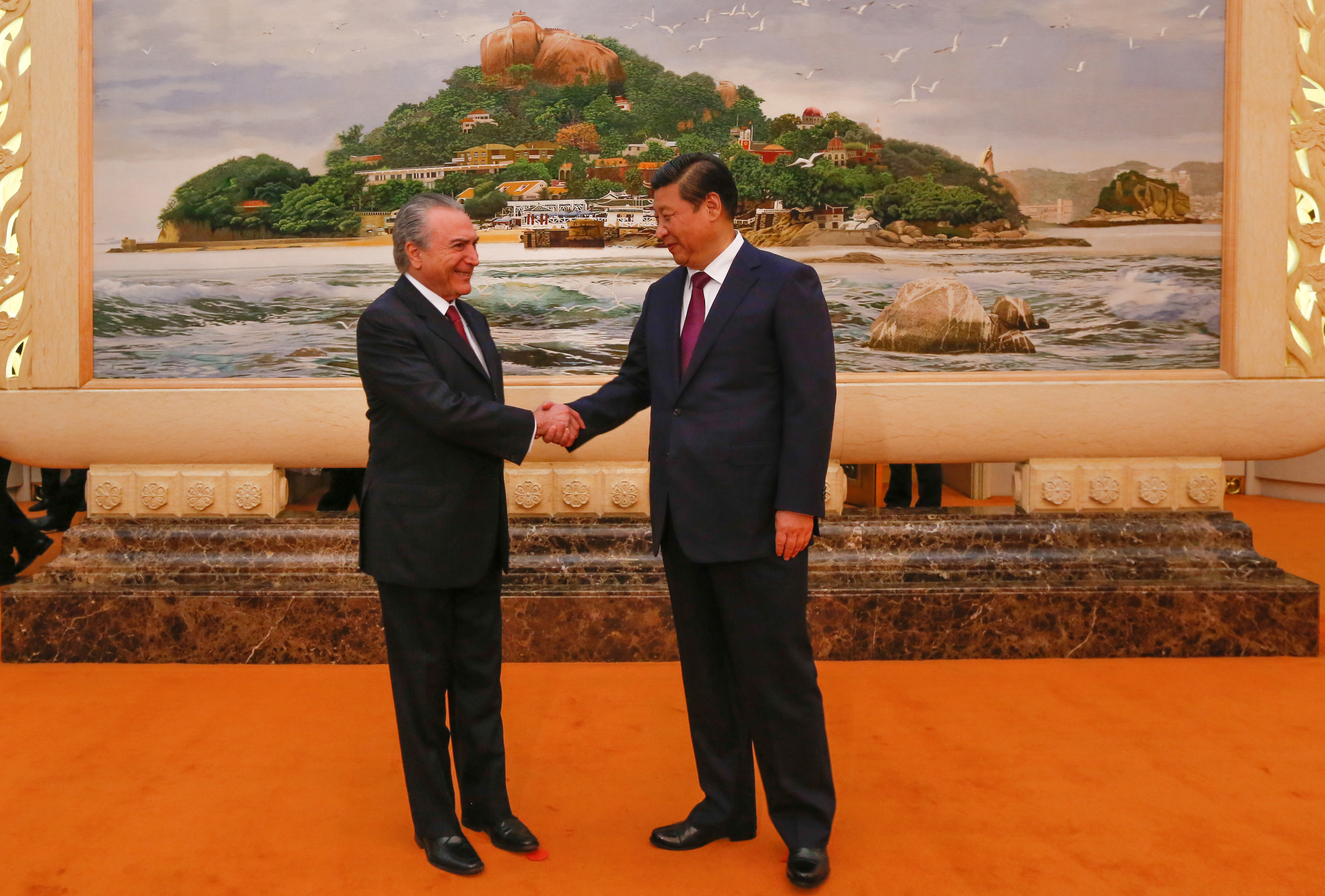
Michel Temer, presidente brasileiro e Xi Jinping, presidente chinês no encontro G20 para ratificação de novos acordos comerciais em setembro de 2016.

Os acordos a seguir possuem importância política e econômica. São assinados em benefício mútuo, buscando promover a participação entre os países, beneficiando os Estados e a sociedade.
Acordo Bilateral Marítimo Brasil– Alemanha 
O acordo possui como principal objetivo assegurar o desenvolvimento harmonioso do intercâmbio marítimo entre Brasil e Alemanha, beneficiando ambas na liberdade do seu comércio exterior; reconhecendo que o intercâmbio bilateral de produtos deve ser acompanhado de um intercâmbio eficaz de serviços; reconhecendo a necessidade de assegurar a eficiência e regularidade dos transportes marítimos com tarifas de frete economicamente viáveis.
Acordos de Investimentos Brasil – China
A China é um grande parceiro comercial do Brasil, ambos possuem diversos acordos realizados. Em setembro, de 2016, foram assinados nove acordos bilaterais entre as partes, beneficiando as áreas de agricultura, comunicação e aviação brasileiras